# أبان بن تغلب
أبو سعيد أبان بن تغلب بن رباح البكري الجريري الكندي (ت. 141 هـ). راوي ومُفسّر ومُحدّث ونحوي شيعي كوفي وقارئ لغوي. وصفه خير الدين الزركلي بأنّه من غلاة الشيعة، يُقال أن جده كان مولى لجرير بن عباد من بني بكر بن وائل، فانتسب إليه.
وقد عاصر من أئمة الشيعة كلا من زين العابدين، والباقر، والصادق، وقد تُوفي في عهد الأخير، وقد وقع أبان بن تغلب في أسناد كثيرة من الروايات الشيعية تبلغ زهاء مئة وثلاثين مورداً وفي جميع هذه الموارد روى عن أحد المعصومين، إلاّ أحد عشر مورداً.

## مصنفاته
| - غريب القرآن. احتمل بعض من ذكروا هذا الكتاب أنّ أبان هو أوّل من صنف في هذا الموضوع. - القراءات. - صفين. | - الفضائل. - معاني القرآن. - أصل أبان بن تغلب. ذكره عمر كحالة في معجم المؤلفين بقوله: ”كتاب من الأصول في الرواية على مذهب الشيعة“، كما ذكره الطهراني في ذريعته. |

وهذه الكتب لا يعرف - حتى الآن - إن كانت مطبوعة أو ما زالت مخطوطة.

## الجرح والتعديل

### أئمة الشيعة
- الباقر: ««اجلس في مسجد المدينة، وأفتِ الناس؛ فإنّي أُحبّ أن يُرى في شيعتي مثلك»»[12]
- جعفر الصادق: ««ائتِ أبان بن تغلِب، فإنّه قد سمع منّي حديثاً كثيراً، فما روى لك فاروه عنّي»»[13] وقال: ««يا أبان! ناظر أهل المدينة، فإنّي أُحبّ أن يكون مثلك من رواتي ورجالي»»[14] وقال:««رحمه الله، أما والله لقد أوجع قلبي موت أبان»»[15]

### أهل السنة والجماعة
- أبو أحمد بن عدي الجرجاني : له أحاديث ونسخ، وعامتها مستقيمة إذا روى عنه ثقة وهو من أهل الصدق في الروايات وإن كان مذهبه مذهب الشيعة وهو في الرواية صالح لا بأس به
- أبو الفتح الأزدي : كان غاليا في التشيع وما أعلم به في الحديث بأسا
- أبو حاتم الرازي : ثقة صالح
- أبو عبد الله الحاكم النيسابوري : ثقة
- أبو نعيم الأصبهاني : كان غاية من الغايات
- أحمد بن حنبل : ثقة ثبت في الحديث، وكان شعبة يحدث عنه
- أحمد بن شعيب النسائي : ثقة
- إبراهيم بن يعقوب الجوزجاني : زائغ مذموم المذهب مجاهر
- ابن حجر العسقلاني : ثقة تكلم فيه للتشيع، وفي التهذيب: والتشيع في عرف المتقدمين هو اعتقاد تفضيل علي على عثمان، وأن عليا كان مصيبا في حروبه
- الذهبي : شيعي جلد، لكنه صدوق، فلنا صدقه، وعليه بدعته
- محمد بن سعد كاتب الواقدي : ثقة
- محمد بن عجلان المدني : ثقة
- يحيى بن معين : ثقة[16]

### الشيعة
- أحمد النجاشي:«عظيم المنزلة في أصحابنا، لقي علي بن الحسين وأبا جعفر وأبا عبد الله عليهم السلام، روى عنهم، وكانت له عندهم منزلة وقدم.»[12]
- الشيخ الطوسي:«وكان قارئا فقيها لغويا نبيلا»[15]
- علي النماري:«ثقة جليل القدر عظيم الشأن في أصحابنا، من أصحاب السجاد والباقر والصادق صلوات الله عليهم، وروى عنهم، وكانت له عندهم حظوة.»[17]
- العلامة الحلي:«ثقة جليل القدر عظيم المنزلة في أصحابنا»[18]
- الخوئي:«ولأبان- ""رضي الله عنه""- قراءة مفردة»[19]
- نجم الدين النراقي:«ثقة جليل القدر»[20]
- المجلسي : «ثقة»[21]
- التفرشي:«عظيم المنزلة»[22]
- النورري الطبرسي:«وأمّا الباقون فمن أجلاء الثقات»[23]
- ابن داود الحلي:«ثقة، جليل القدر، سيّد عصره وفقيهه، وعمدة الأئمّة(عليهم السلام)»[24]
- عبد الله المامقاني:«فوثاقة الرجل، وعظم شأنه، وجلالة قدره، متّفق عليه بين الفريقين، مستغنٍ عن البيان»[25]

## وفاته
يروي الشيعة أن جعفر الصادق قد قال حين تُوفي أبان: ”أما والله لقد أوجع قلبي موت أبان“.